# María Cuadra
María Jesús Cuadra Pérez (Madrid, 24 de diciembre de 1934), más conocida como María Cuadra, es una actriz española de cine, televisión y teatro, que ha protagonizado varias producciones españolas e internacionales de alto perfil, entre ellas: Platero y yo, Último encuentro, Vuelve San Valentín, Marinai, donne e guai, Buenas noches Bettina o La canción del olvido. Ha trabajado junto a actores como Van Johnson, Fernando Rey, Giuliano Gemma —en el filme Il Prezzo del Potere, una versión spaghetti western ítalo-española del asesinato del Presidente de EE. UU. James A. Garfield−, y con actrices como Anita Ekberg (Les Trois etc. du colonel).
Es hija del torero Antonio Cuadra Belmonte. Se casó y más tarde se divorciaría con el actor y productor italiano Eduardo De Santis, habiendo tenido tres hijos de ese matrimonio (Natasha, Nicolas y Antonella). Maria Cuadra reside en Madrid, y es muy activa en el trabajo caritativo para organizaciones internacionales, incluyendo servir como embajadora de UNICEF y de la Cruz Roja Internacional.

## Filmografía
1977-1982 Estudio 1 
– Cualquier miércoles (1982) - Dorothy
– Los gigantes de la montaña (1977) - Ilse
1975 Canciones de nuestra vida
1973 Proceso a Jesús 
1972 La donna di picche (miniserie de televisión) - Consuelo Manero
1969 The Price of Power - Lucretia Garfield
1969 La canción del olvido 
1968 Platero y yo - Aguedilla
1968 A Rather Complicated Girl / Una ragazza piuttosto complicata
1967 The Last Meeting / Último encuentro
1967 Dove si spara di piu / The fury of Johnny Kid - Lezerind
1967 Granada addio!- Consuelo Linares
1965 Novela (serie de televisión) 
– El regreso (1965)
1965 Umorismo in nero 
Maria - segmento 3 "La cornacchia"
1965 Io Uccido, tu uccidi (I Kill, You Kill)
1962 Vuelve San Valentín
1962 I tromboni di Fra Diavolo
1962 Noche de verano
1960 Los tres etcéteras del coronel
1960 Colomba (de Anouilh),
1958 Marinai, donne e guai
1958 Amore a prima vista
1958 Le belle dell'aria (Las aeroguapas)
1957 La estrella del rey
1957 La hija de Juan Simón
1957 Marisa la civetta